# Paradrina danieli
Paradrina danieli là một loài bướm đêm trong họ Noctuidae.